# St. Louis Place Park

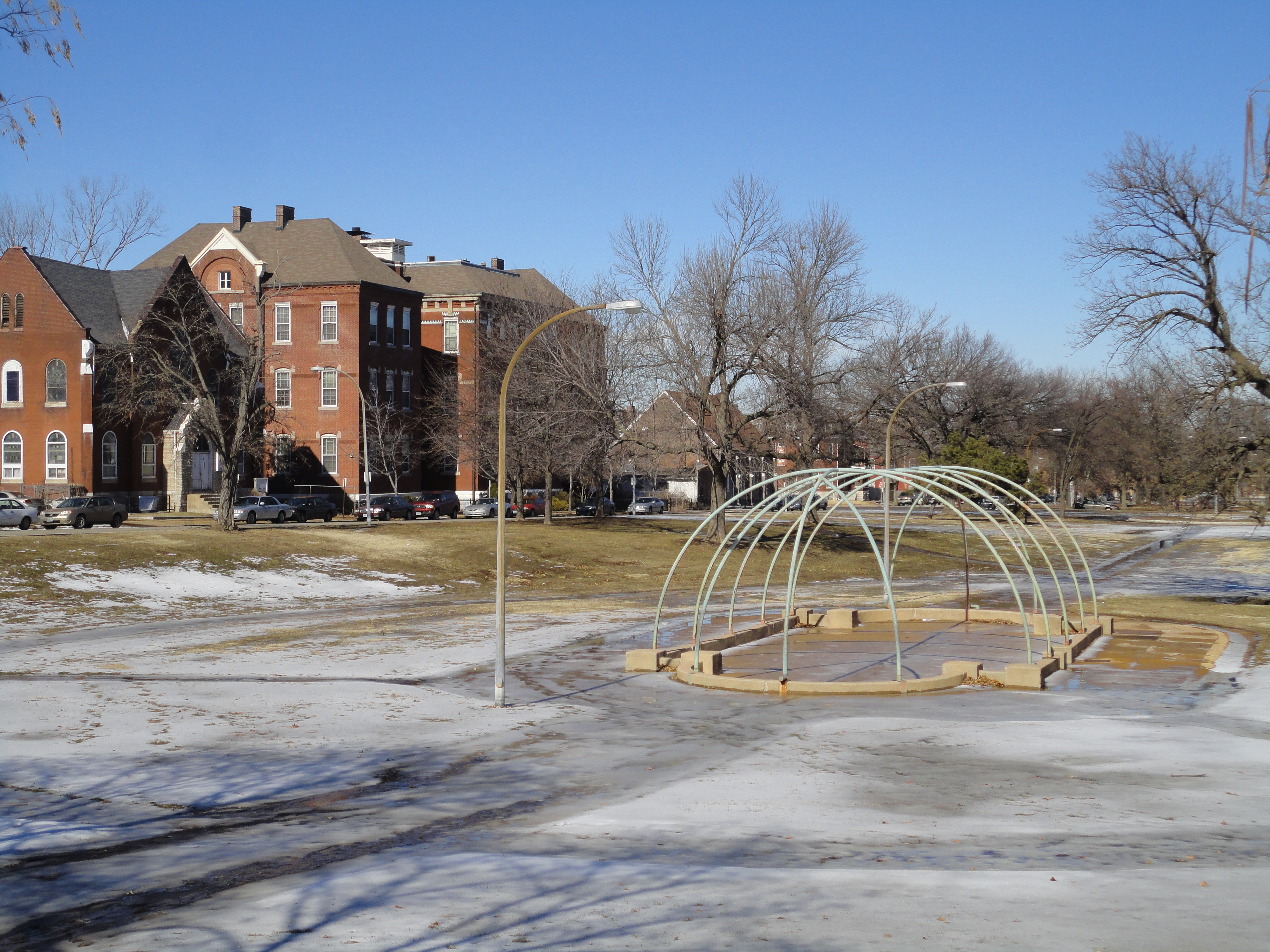
St. Louis Place Park

Der St. Louis Place Park ist ein langer und linearer Stadtpark in St. Louis im US-Bundesstaat Missouri, der 9,5 Häuserblöcke zwischen der 21st Street und der Rauschenbach Ave umfasst.

## Geographie
Der St. Louis Place Park befindet sich in der Nähe des St. Louis Place.
Er ist gesäumt von einigen Stadthäusern und Bungalows sowie mehreren Kirchen, einem Bürgerhaus und einer Art-déco-Feuerwache, die bis heute in Betrieb ist.